# Homalanthus repandus
Homalanthus repandus är en törelväxtart som beskrevs av Rudolf Schlechter. Homalanthus repandus ingår i släktet Homalanthus och familjen törelväxter. Inga underarter finns listade i Catalogue of Life.